# Martinácio (patrício)
Martinácio (em grego medieval: Μαρτινάκιος), Martenácio (Μάρτενακιος) ou Martinaces (Μαρτινάκης) foi um bizantino do século IX. Provavelmente esse não seja seu nome, mas sim o de sua família; pensa-se que poe ser associado a Inger. Se sabe que ele era um patrício. Segundo os cronistas, o imperador Teófilo (r. 829–842) recebeu oráculos que afirmavam que os Martinácios iriam assumir o trono imperial após seu reinado e o de seu filho e sucessor, Miguel III, o Ébrio (r. 842–867). Devido a isso, em 837, Teófilo, que era um parente distante de Martinácio, forçou-o a tomar voto monástico e transformou sua casa num mosteiro.